# Augustine Rubit
Augustine "Auggie" Cuero Rubit (Houston, Texas, 14 de agosto de 1989) es un jugador de baloncesto estadounidense que pertenece a la plantilla del Kuwait SC de la Kuwaiti Division I. Con 2,03 metros de estatura, juega en la posición de ala-pívot.

## Trayectoria deportiva

### Universidad
Jugó durante cuatro temporadas con los Jaguars de la Universidad del Sur de Alabama, en las que promedió 16,2 puntos, 10,0 rebotes, 1,1 asistencias y 1,5 tapones por partido. En su primera temporada fue elegido novato del año de la Sun Belt Conference, y a lo largo de sus cuatro años ha aparecido siempre en alguno de los mejores quintetos de la conferencia, logrando además en 2013 el galardón de Jugador del Año.
Acabó su carrera como máximo reboteador de la historia de la Sun Belt y de su universidad, con 1.183 rebotes capturados.

### Profesional
Tras no ser elegido en el Draft de la NBA de 2014, fue invitado por los Houston Rockets para participar en las Ligas de Verano de la NBA. En el mes de julio firmó su primer contrato profesional con los Tigers Tübingen de la Basketball Bundesliga. Jugó una temporada, en la que promedió 14,2 puntos y 7,4 rebotes por partido.
En junio de 2015 fichó por el ratiopharm Ulm, donde en su primera temporada promedió 13,3 puntos y 6,0 rebotes por partido.
En junio de 2017 fichó por el Brose Bamberg.
En julio de 2020, se compromete con el Žalgiris Kaunas de la LKL.
El 24 de agosto de 2021, firma por el Bayern de Múnich de la Basketball Bundesliga.